# Mil Mi-38

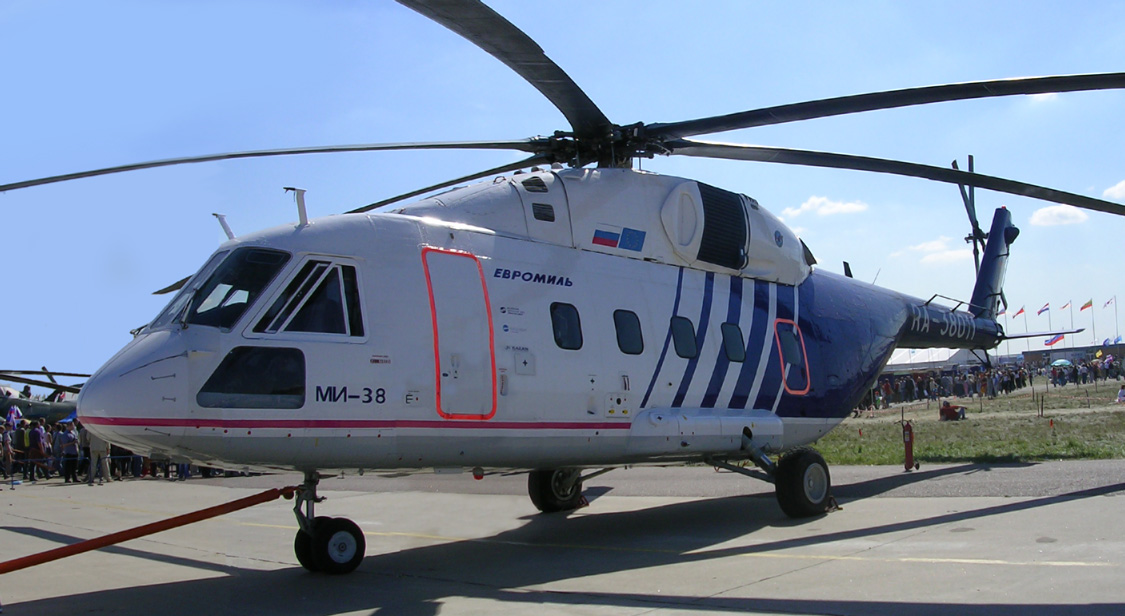
En Mil Mi-38, här på ryska flyguppvisningen MAKS 2005.

Mil-38 är Mil helikopters senaste helikoptermodell, flög för första gången i december 2003.